# Rio Corozelul Sec
O Rio Corozelul Sec é um rio da Romênia, afluente do Corozel, localizado no distrito de Galaţi.